# Програмне забезпечення САПР
Програмне забезпечення САПР — компонент САПР.

## Загальна характеристика
Як правило, в машинобудуванні САПР мають багатомодульну структуру. До складу розвинених САПР входять підсистеми:
-	геометричне (графічне) ядро (прикладами є Parasolid і ACIS);
-	підсистема двовимірної (2D) графіки, яка використовується перш за все для отримання креслярської документації;
-	підсистема 3D твердотілого (об'ємного) моделювання. Саме в ній реалізуються процедури конструктивної геометрії з використанням базових елементів форми;
-	підсистема 3D поверхневого моделювання, яка використовується для проектування деталей зі складними поверхнями (лопатки турбін, корпусу літаків, автомобілів, кораблів і т. п.) яку називають підсистемою промислового дизайну;
-	спеціалізовані модулі, орієнтовані на проектування виробів певного типу, наприклад штампів, деталей із листових матеріалів, литих виробів і т.п.;
-	підсистема САМ для проектування технологічних процесів, синтезу програм для обладнання з ЧПУ, моделювання механічної обробки і т.п.;
-	база даних, включаючи архівні та довідкові підсистеми;
-	підсистема інженерного аналізу, що включає програми типу Ansys і Adams для моделювання виробів на мікро- і макрорівнях;
-	підсистема імпорту й експорту (обміну) даних із підтримкою низки використовуваних графічних форматів;
-	підсистема PDM управління даними й проектуванням.

## Приклади реалізації проектних функцій і процедур у сучасних MCAD (MechanicalComputer-AidedDesign)
- Система Unigraphics – універсальна система геометричного моделювання та конструкторсько-технологічного проектування, в тому числі розробки великих зборок, розрахунків на міцність і підготовки конструкторської документації. У ній використовується концепція майстер-процесів – засобів інтерактивного проектування, що враховують особливості конкретних програм. У конструкторської частини (підсистема CAD) є засоби для твердотілого конструювання, геометричного моделювання на основі сплайнів моделей поверхонь, створення креслень по 3D-моделі, проектування зборок (в тому числі з сотнями і тисячами компонентів) з урахуванням асоціативності, аналіз допусків і таке інше. Як графічне ядро використовується Parasolid. У технологічній частині (підсистема САМ) передбачено розробку керуючих програм для токарної й електроерозійної обробки, синтез й аналіз траєкторій інструменту при фрезеруванні для три- і п'ятикоординатної обробки, при проектуванні прес-форм і штампів та ін. Для інженерного аналізу (підсистема САЕ) в систему включені модулі аналізу міцності з використанням МСЕ з відповідними препроцесорами і постпроцесорами, кінематичного й динамічного аналізу механізмів з визначенням сил, швидкостей і прискорень, аналізу ливарних процесів пластичних мас тощо.

- Система CATIA V5 використовується на етапах від створення концепції виробу до технологічної підтримки виробництва й планування виробничих ресурсів. У системі реалізовані поверхневе і твердотіле 3D-моделювання та оптимізація характеристик виробу. Використовується оригінальне графічне ядро CNEXT. Можливі фотореалістична візуалізація та відновлення математичної моделі з матеріального макета. Система може бути масштабована. Пропонуються типові конфігурації, в тому числі варіанти для повнофункціонального наскрізного проектування складних виробів і проектування комплектуючих на невеликих і середніх підприємствах. До особливостей системи можна віднести наявність модуля формалізації знань, спрямованих на оптимізацію конструкцій і процесів проектування, і антропологічного модуля для моделювання деяких параметрів людини в людино-машинних системах.

- SolidWorks– середнього рівня система для твердотілого параметричного проектування механічних конструкцій, яка побудована на графічному ядрі Parasolid. Синтез конструкції починається з побудови опорного тіла за допомогою операцій типу видавлювання, протягування або обертання контуру з подальшим додаванням і/або відніманням тих чи інших елементарних тіл. Використовується технологія граничного моделювання (B-representation) з аналітичним або сплайновим описом поверхонь. При проектуванні збірок на основі бібліотек елементів форми (БЕФ) можна задавати різні умови взаємного розташування деталей, автоматично контролювати зазори й відсутність взаємоперетинів деталей. У систему входить модуль оцінки міцності Cosmos/Works.

Істотною перевагою системиSolid Edge є високий ступінь інтегрованості з системою високого рівня Unigraphics, так як системи підтримує одна і та ж компанія, у них використовується одне і те ж графічне ядро. Технологія конструювання в Solid Edge аналогічна іншим у розвинених системах. В останніх версіях системи реалізовано синхронне геометричне моделювання. Конструктивні елементи задаються у вигляді перетинів 3D-форми; ці перетини витягуванням або обертанням перетворять у модель деталі.
- AutoCAD – ця система автоматизованого 3D-проектування і 2D-креслення розроблена компанією Autodesk. Система та її спеціалізовані додатки знайшли широке застосування в машинобудуванні, будівництві, архітектурі та інших галузях промисловості. Ранні версії AutoCAD оперували невеликим числом елементарних об'єктів, такими, як кола, лінії, дуги і текст, з яких утворювалися складніші. ТомуAutoCAD заслужив репутацію «електронного кульмана», яка залишається за ним і дотепер. Однак на сучасному етапі можливості AutoCAD дуже великі і набагато перевершують можливості «електронного кульмана».

Двовимірне проектування AutoCAD як і раніше дозволяє використовувати елементарні графічні примітиви для отримання складніших об'єктів. Крім того, програму можна використовувати для роботи з анотативними об'єктами (розмірами, текстом, позначеннями). Використання механізму зовнішніх посилань (XRef) дозволяє розбивати креслення на складові файли, за які відповідальні різні розробники, а динамічні блоки розширюють можливості автоматизації 2D-проектування звичайним користувачем без використання програмування. Починаючи з версії 2010, в AutoCAD реалізована підтримка двовимірного параметричного креслення.
Поточна версія програми (AutoCAD 2016) включає в себе повний набір інструментів для комплексного тривимірного моделювання (підтримується твердотіле, поверхневе й полігональне моделювання). AutoCAD дозволяє отримати високоякісну візуалізацію моделей. Також у програмі реалізовано управління тривимірним друком (результат моделювання можна відправити на 3D-принтер). До складу AutoCAD 2016 включена програма InventorFusion, яка реалізує технологію прямого моделювання. AutoCAD WS – безкоштовний інтернет-додаток на базі хмарних обчислень, а також програма для пристроїв на ОС й OS (iPad, iPhone), що дозволяє переглядати й редагувати файли формату DWG, завантажені в онлайн-сховищеAutoCAD WS Onlineworkspace, при цьому набір інструментів для редагування досить обмежений. У AutoCAD 2016 передбачена можливість прямого зв'язку з даним сервісом.Слід зазначити, що відсутність тривимірної параметризації не дозволяє AutoCAD безпосередньо конкурувати з машинобудівними САПР середнього класу, такими як Inventor, SolidWorks та іншими.
- Система Inventor призначена для твердотільного параметричного проектування, орієнтована на розробку великих зборок із сотнями й тисячами деталей, має розвинену бібліотеку стандартних елементів. Система Inventor побудована на графічному ядрі ACIS (на базі цього ядра в Autodesk створено власне ядро ShapeManager). Синтез 3D-моделей можливий видавлюванням, обертанням, по перетинах, по траєкторіях. Із 3D-моделі можна отримати 2D-креслення та специфікації матеріалів. Підтримується колективна робота над проектом, в тому числі в межах однієї й тієї ж зборки. Передбачена автоматична перевірка кінематики, розмірів деталі з урахуванням положення сусідніх деталей у зборці. Зручність роботи конструкторів обумовлена тим, що асоціативні зв'язки задаються не шляхом опису операцій із параметрами і рівнянь, а безпосередньо визначенням форми і положення компонентів.

У сполученні із програмами Inventor і Solid Edge можна використовувати програму кінцево-елементного аналізу Cosmos/DesignSTAR, за допомогою якої проводять аналіз деформованого стану деталей, стаціонарних і нестаціонарних теплових процесів, динаміки рідин і газів, низькочастотних електромагнітних полів, визначають власні частоти коливання конструкцій.
- У системі Pro/Engineer базові модулі конструкторського проектування призначені для твердотільного і поверхневого моделювання, синтезу конструкцій із базових елементів форми, підтримки параметризації й асоціативності, проєкційного креслення й розробки креслень із проставлянням розмірів і допусків. Користувач може поповнювати бібліотеку оригінальними моделями. Для системи розроблено графічне ядро GraniteOne. Додаткові модулі конструкторського проектування мають чітку, але вузьку спеціалізацію. Прикладами таких модулів можуть бути модулі конструювання панелей із композиційних матеріалів, розробки штампів і ливарних прес-форм, трубопровідних систем, зварних конструкцій, розводки електричних кабелів і джгутів. Модулі функціонального моделювання використовуються як пре- і постпроцесори в програмах кінцево-елементного аналізу (нанесення сітки кінцевих елементів, візуалізація результатів аналізу), аналізу теплового стану конструкцій, оцінки вібростійкості та ін. Основні модулі технологічного проектування служать для моделювання технологічних процесів фрезерної, токарної, електроерозійної обробки й для розробки постпроцесорів для систем управління обладнанням з ЧПУ, хоча CAM-засоби в Pro/Engineer не є сильною стороною системи.

- Особливістю нової версії системи Pro/Engineer, що називається Wildfire, є використання Internet для організації спільного проектування, в тому числі для організації відеоконференцій розробників. Помітно спрощений інтерфейс користувача завдяки введенню ієрархії піктограм.

CAD-системою комп'ютерної алгебри, що має простий й інтуїтивний для використання інтерфейс користувача, є MathcadPrimeкомпанії PTC, яка у 1986 році створила революцію в цифровому 3D-моделюванні та зробила інжинірингову підготовку виробництва загальнодоступною і простою. Тепер перевірені рішення PTC допомагають компаніям легко трансформувати свій підхід до створення, експлуатації та обслуговування виробів. 
- PTC MathcadPrime – це краще рішення для ведення інженерних обчислень, яке одночасно дозволяє вести самі обчислення й документувати їх, істотно знижуючи ризик появи «дорогих» помилок. PTC MathcadPrime дозволяє інженерам займатися проектуванням, виконувати обчислення та документувати роботу у форматі, що легко читається, зручному для спільного й повторного використання. MathcadPrime відрізняється від попередніх версій надійністю, простотою використання, володіє всіма функціональними можливостями, необхідними для вирішення комплексних завдань, що вимагають застосування математичного апарата. У процесі інженерної діяльності значно спрощено використання обчислень в MathcadPrime завдяки «безшовній» інтеграції MathcadPrimeіз всесвітньо відомими інженерними та офісними додатками. Все це полегшує спільну роботу інженерів на всіх етапах розробки, рішення завдань верифікації, сертифікації та публікації інженерних документів. Результатом використання MathcadPrime є прискорення процесів розробки виробів більш ніж на 40%, підвищення їх якості, краща відповідність споживчим вимогам і стандартам. MathcadPrime використовується в усіх сферах економічної діяльності та є якісним інструментом для підвищення прибутковості та конкурентоспроможності підприємств.

Функціональні можливості PTC MathcadPrime дозволяють:
-	об'єднати інженерно-орієнтовані математичні записи, відформатовані тексти, графіки та зображення в єдиний документ, для спільного виконання роботи та полегшення візуалізації, перевірки та документування її результатів. 
-	брати похідні, розраховувати корені рівнянь, аналізувати дані, вирішувати системи рівнянь і звичайні диференціальні рівняння і т.ін. При зміні будь-якого числа або рівняння автоматично виконується миттєвий перерахунок всіх даних у документі. Легко виконується перетворення одиниць вимірювання з однієї системи в іншу. 
-	знаходити при обчисленнях помилки, допущені в одиницях виміру. Одиниці виміру підтримуються у функціях, графіках і масивах. 
-	імпортувати з таблиць Excel, аналізувати й експортувати назад в Excel.
-	легко інтегрувати з іншими інженерними додатками PTC.
- Математичні розрахунки можна переносити в САПР CreoParametric (ранішеPro/ENGINEER) і застосовувати результати до конструкцій. Для поширення документів та розрахунків в організаціях і територіально розподілених командах можна використовувати систему управління даними WindchillWorkgroupManager.

- При створенні документів-програм використовується принцип WYSIWYG (WhatYouSeeIsWhatYouGet – «що бачиш, те й отримуєш»). Незважаючи на те, що ця програма здебільшого орієнтована на користувачів-непрограмістів, Mathcad також використовується в складніших проектах, щоб візуалізувати результати математичного моделювання використанням найбільш поширених обчислень і традиційних мов програмування. Mathcad доволі зручно використовувати для навчання, обчислень і інженерних розрахунків.

- Основна відмінність Mathcad від аналогічних програм – це графічний, а не текстовий режим введення виразів. Для набору команд, функцій, формул можна використовувати як клавіатуру, так і кнопки на численних спеціальних панелях інструментів. У будь-якому випадку формули будуть мати звичний (аналогічний книжковому) вигляд. Особливої підготовки для набору формул не потрібно. Обчислення з введеними формулами здійснюється за бажанням користувача: або миттєво, одночасно з набором, або по команді. Звичайні формули обчислюються зліва направо і зверху вниз (подібно до читання тексту). Будь-які величини, формули, параметри можна змінювати. Це дає можливість організації інтерактивних обчислювальних документів.

- В інших програмах (Maple, MuPAD, Mathematica) обчислення здійснюють у режимі програмного інтерпретатора, який трансформує у формули введені у вигляді тексту команди. Maple своїм інтерфейсом орієнтований на тих користувачів, які вже мають навички програмування в середовищі традиційних мов із введенням складних формул у текстовому режимі. Для користування Mathcad можна взагалі не бути знайомим із програмуванням. Mathcad створювався як засіб програмування без програмування. Але якщо виникає така потреба, Mathcad має досить прості для засвоєння інструменти програмування, що дозволяють будувати складні алгоритми.

- Окремо слід відзначити можливість використання в розрахунках Mathcad величин із розмірностями, причому можна вибрати систему одиниць: СІ, СГС, МКС, англійську або побудувати власну. Результати обчислень, зрозуміло, також отримують відповідну розмірність. Користь від такої можливості велика, оскільки значно спрощується відстеження помилок у розрахунках, особливо в інженерних.

Однак необхідно пам'ятати, що основне застосування Mathcad це розв'язки задач інженерного характеру, створення навчальних інтерактивних документів та їх візуалізації. Досвідчені користувачі Mathcad демонструють можливість візуалізації складних математичних конструкцій, але об'єктивно це вже виходить за рамки призначення пакета.
- У САПР «КОМПАС-3D», призначену для тривимірного твердотільного моделювання, використовується оригінальне графічне ядро. Синтез конструкцій виконується за допомогою булевих операцій над об'ємними примітивами, моделі деталей формуються видавлюванням або обертанням контурів, побудовою по заданих перетинах. Також ми можемо задати залежності між параметрами конструкції для розрахунок її мас-інерційних характеристик. Розробка проектно-конструкторської документації, в тому числі й різних специфікацій, виконується підсистемою «Компас-Графік». Є бібліотеки з даними про типові деталі та їх параметричні графічні зображення, а також бібліотеки додатків спеціального призначення для проектування тіл обертання та розрахунку механічних передач, пружин, металоконструкцій, трубопровідної арматури, штампового оснащення, вибору підшипників кочення, розкрою листового матеріалу та ін. Проектування технологічних процесів виконується за допомогою підсистеми «Компас-Автопроект», програмування об'ємної обробки на верстатах з числовим програмним керуванням (ЧПК) — за допомогою підсистеми «ГЕМА-3D». Низку необхідних функцій управління проектними даними покладено на підсистему «Компас-Менеджер».

- Підсистема тривимірного твердотільного моделювання Т-Flex CAD 3D в САПР Т-Flex CAD побудована на базі ядра Parasolid. Модель 3D може бути отримана безпосередньо за наявним кресленням або за допомогою булевих операцій, або виштовхуванням, протягуванням, обертанням профілю, лофтінга і т.п. Передбачено розрахунок масінерційних параметрів. У той же час за видами й розрізами тривимірної моделі можна отримати креслення. Для цього й використовується підсистема Т-Flex CAD 3D.

- Для параметричного проектування й оформлення конструкторсько-технологічної документації служить підсистема Т-Flex CAD 2D, для управління проектами та документообігом – підсистема Т-Flex DOCs. У підсистемі технологічного проектування T-Flex/Технопро виконуються синтез технологічних процесів, розрахунок технологічних розмірів, вибір ріжучого й допоміжного інструменту, формування технологічної документації, в тому числі операційних і маршрутних технологічних карт, відомостей оснащення й матеріалів, карт контролю. Підготовка програм для верстатів із ЧПК здійснюється в підсистемі T-Flex ЧПК. Крім названих основних підсистем, до складу T-Flex CAD включено деякі програми для інженерних розрахунків деталей, проектування штампів і прес-форм.

- Важливе місце в конструкторсько-технологічних САПР займають програми технологічної підготовки виробництва. Одним із лідерів галузі є система Mastercam. У ній є модулі розрахунку керуючих програм різних видів обробки заготовок, програми моделювання та доопрацювання моделей, конвертори низки популярних графічних форматів даних, наприклад, форматів STEP, IGES, Parasolid (xmt, txt), SAT ядра ACIS (sat), систем AutoCAD (dxf, dwg), Inventor (ipt, iam), SolidWorks (sldprt) і інші.

- Компанія ConsistentSoftware пропонує систему Technologies для технологічної підготовки дискретного виробництва. Ця система виконує функції складання специфікацій, ведення дерева проекту й бібліотеки креслень, синтезу технологічних процесів, вибору інструменту, розрахунку режимів різання, нормування витрат матеріалів, ведення технологічної документації. Система SolidCAM (CADTech), побудована (як і MechanicalDesktop), на ядрі ACIS, служить для отримання керуючих програм для токарної, 2,5- і 3-осьової фрезерної обробки на верстатах із ЧПК.

- ТЕХТРАН – це низка сучасних CAM-систем, об'єднаних загальним інтерфейсом і єдиним підходом до вирішення завдань технологічного проектування. Прості універсальні рішення й відкритість даних сприяли тому, що Техтран з успіхом використовується підприємствами найрізноманітніших галузей вже понад чверть століття. Система «Техтран» включає модулі токарної, фрезерної, електроерозійної обробки. У процесі побудови геометричних об'єктів і задання методів обробки деталі відбувається формування тексту програми на мові «Техтран». Програма включає в себе всю послідовність вироблених дій і може бути використана при подальшій роботі. Це дозволяє гнучко поєднувати зручність діалогового режиму з перевагами текстового представлення програми.